# Уеуекойотль

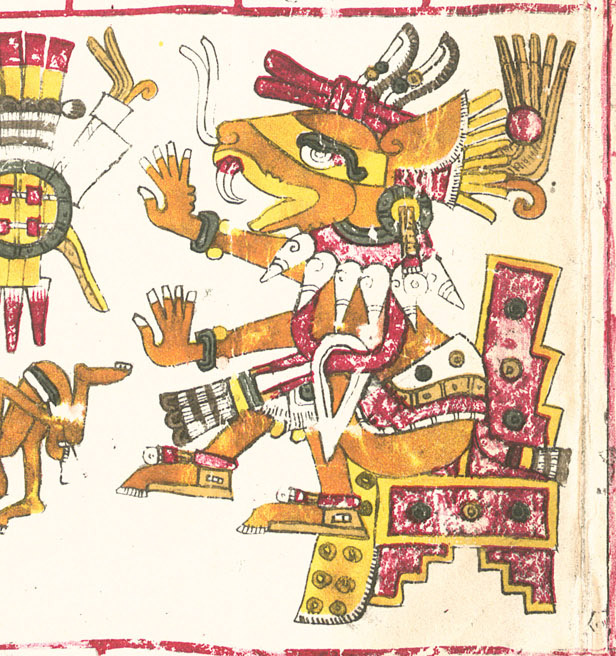
Уеуекойотль

Уеуекойотль (ісп. Huehuecoyotl) — бог веселощів, танців, співаків, сексу, брехні в ацтекській міфології. Його ім'я перекладається як «Старий, старий койот». Був божеством дня Куецпаллін (Ящірка), 4 трецени (1 Квітка — 13 Трава) тональпоуаллі. Часто представлявся іпостасю Макуільшочітля.

## Опис
Зображувався у вигляді сидячого кота з людськими руками і ногами, з чорними або жовтими пір'ями на голові або в антропоморфному вигляді (молодика або стариганя) з музичними інструментами в руках.

## Міфи
Був покровителем баламутів і тих хто розносить чутки. Його ім'я відображало позитивний для ацтеків сенс, оскільки асоціювалося з життєвим досвідом та хитрістю. Пов'язаний з чоловічою красою і сексуальністю. Коханками цього бога є Темаскальтекі, богиня ацтекської лазні, та Шочікецаль, богиня любові і краси. Був другом бога Шолотля.
Любить жартувати над богами, але це приносить більше неприємностей саме йому. Також Уеуекойотль часто розпалює війни між людьми, щоб самому не нудьгувати.
В ацтеків це божество розглядалося як своєрідний баланс між добром і злом, старим і новим, чоловіком і жінкою, духовним і світським.

## Культ
Спочатку був божеством племені отомі, згодом його перейняли ацтеки. Він продожував залишатися покровителем отомі, проте з джерел не зрозуміло лише отомі за племінною ознакою, або також спеціальних військовиків отомі в ацтекському війську, що не були отомі за походженням.
Вважалося, що людина народжена в день цього бога буде співаком, лікарем, ткачем.